# Low Orbit Ion Cannon
Low Orbit Ion Cannon (LOIC) is een opensource-computerprogramma dat de gebruiker in staat stelt een (D)DoS-aanval uit te voeren. Het programma is geschreven in C#. Met LOIC kan de gebruiker zich vrijwillig aansluiten aan een botnet/DDOS. 
Het is beschikbaar voor Windows, Linux en Mac OS X. Een variant op LOIC is High Orbit Ion Cannon (HOIC). 

## Nadelen van LOIC
Tijdens het uitvoeren van een denial of service met LOIC zal de internetverbinding van de gebruiker zwaar belast worden. LOIC zorgt er niet voor dat de gebruiker anoniem blijft: het IP-adres van de computer wordt met de aanval mee verzonden en er wordt geen gebruik gemaakt van een proxyserver. De kans op betrapping is dus aanwezig.

## Slagen van LOIC
Om een succesvolle aanval te verrichten met LOIC zijn er meestal meerdere computers nodig. Dit hangt echter van het doelwit af. Kleine websites zijn soms met een enkele computer uit de lucht te halen. Hoe groter de server die aan de website verbonden is, hoe moeilijker hij neer te halen is. De website www.google.com is praktisch niet neer te halen, omdat deze website zo'n groot bezoekersaantal heeft per minuut en omdat de servers van Google bestand zijn tegen een DDOS via Googleproject Shield. Het is mogelijk om IP-adressen van een persoon/instantie aan te vallen. Dit zal resulteren in het vertragen of uitvallen van de internetverbinding van de bezitter van dat IP-adres.

## Gebruik van LOIC
LOIC kan voor verschillende redenen gebruikt worden:
- Stresstest van de website;[4]
- Stresstest van een internetverbinding;
- Uit de lucht halen van een website[5][6].